# (1948) Kampala
(1948) Kampala (aussi nommé 1935 GL) est un astéroïde de la ceinture principale, découvert le 3 avril 1935 par Cyril V. Jackson à Johannesburg, en Afrique du Sud. 
Il a été nommé d'après la ville de Kampala, capitale de l'Ouganda.